# Piosenka aktorska

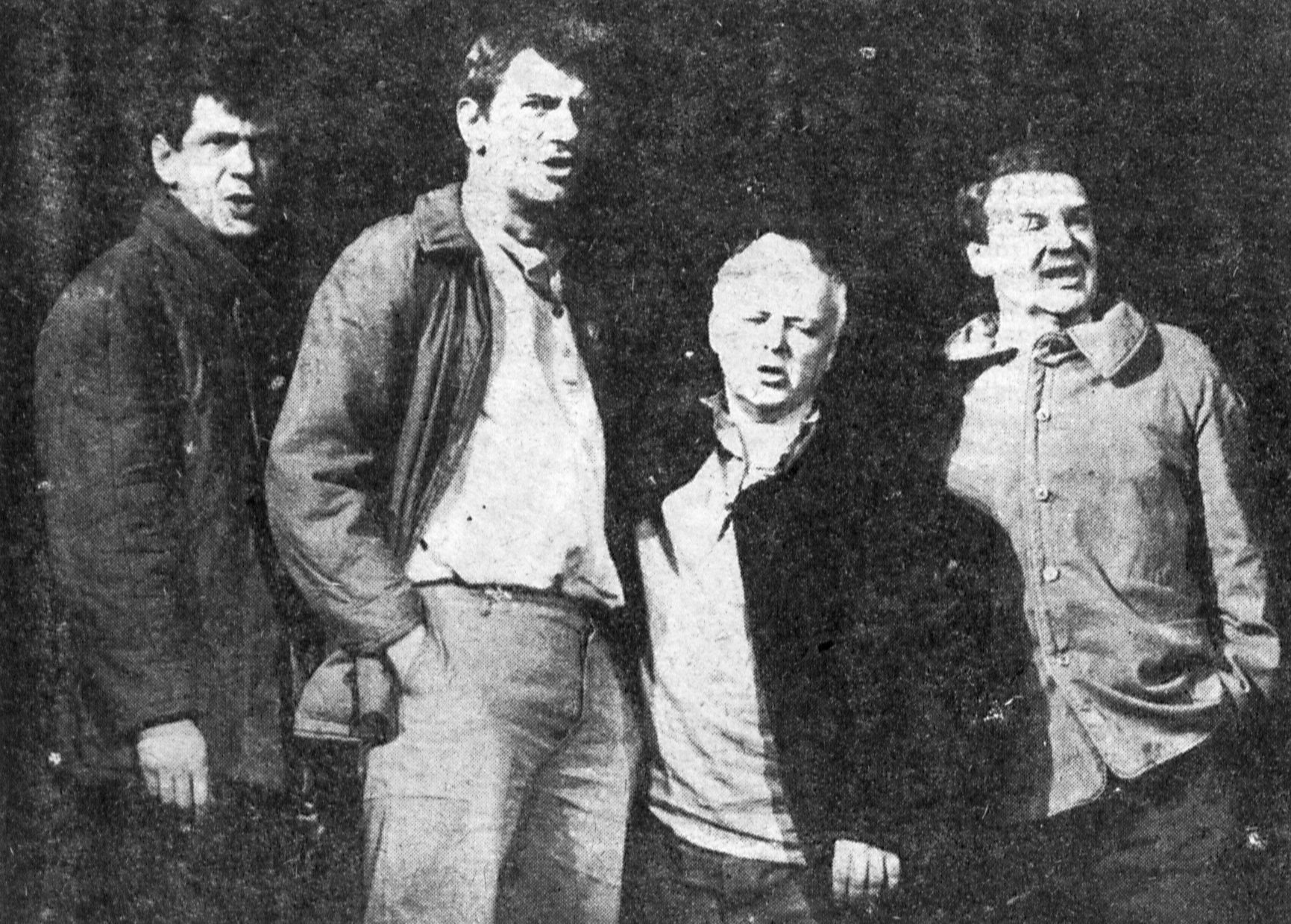
Aktorzy podczas występu z piosenką aktorską

Piosenka aktorska – utwór słowno-muzyczny, w którym wokalista wykorzystuje aktorskie środki wyrazu obok środków muzycznych. Istotna jest tu aktorska interpretacja tekstu.

## Piosenka aktorska w Polsce
W Polsce piosenka aktorska zaczęła się rozwijać przed II wojną światową na scenach kabaretów, m.in. kabaretów „Momus” i „Qui Pro Quo”. Po wojnie duże osiągnięcia w tej dziedzinie osiągnęli artyści Kabaretu Starszych Panów, m.in. Wiesław Gołas, Kalina Jędrusik, Barbara Krafftówna, Wiesław Michnikowski. Jest to także jeden z przedmiotów wykładanych w polskich uczelniach kształcących przyszłych aktorów, w Polsce został wprowadzony pod koniec lat 50. XX w.
Od 1976 we Wrocławiu odbywa się Przegląd Piosenki Aktorskiej, cieszący się dużą popularnością; od 2000 w Bydgoszczy organizowany jest coroczny Ogólnopolski Festiwal Interpretacji Piosenki Aktorskiej dla młodzieży.